# Elza Ibrahimova
Pour les articles homonymes, voir Ibrahimov.
Elza Ibrahimova (en azeri: Elza İmaməddin qızı İbrahimova, en lezg. Ibragimrin Imamuddinan rush Elza; 10 janvier 1938, Hadjiqabul, RSS d'Azerbaïdjan - 11 février 2012, Bakou, Azerbaïdjan) est une compositrice azerbaïdjanaise, Artiste du peuple de la République d'Azerbaïdjan.

## Jeunesse  et éducation
Elsa Ibrahimova naît le 10 janvier 1938 dans la ville d'Hadjiqabul de la RSS d'Azerbaïdjan. En 1957, elle termine la classe de composition du Collège national de musique Asaf Zeynally et le département de composition du Conservatoire d'État d'Azerbaïdjan en 1964.

## Carrière
En 1968, Elza Ibrahimova compose sa première chanson, Yalan ha deil, sur des paroles de Mamed Rahim et interprétée pour la première fois par Shovkat Alakbarova. Ibrahimova est une des compositrices qui a introduit le rythme du tango dans le pop art azerbaïdjanais, et sa chanson Kurban verdim, sur des paroles de Rafig Zeke, est rejetée par le conseil artistique à l'époque soviétique en raison du fait que « le tango bourgeois et ses rythmes ne coïncident pas avec l'esprit soviétique ».
Parmi les œuvres de la compositrice figurent les opéras Afet et Yanan Lailalar, de nombreux romances, sonates, quatuors, chansons, dont la chanson Hey Veten interprétée par l'artiste du peuple de l'URSS Rachid Behboudov.
Elle meurt le 11 février 2012 des suites d'une longue maladie et enterrée dans la deuxième Allée d’honneur à Bakou. Le 22 décembre 2017, le président de la République d'Azerbaïdjan Ilham Aliyev signe un ordre pour célébrer le 80e anniversaire d'Elza Ibrahimova. 

## Prix et titres
- Artiste du peuple d'Azerbaïdjan (23.06.2008)
- Artiste du peuple du Daghestan

## Mémoire
Des rues portant le nom d'Elza Ibrahimova se trouvent à Makhatchkala et à Akhty.